# AGO C.II

O AGO C.II foi um avião de reconhecimento biplano, monomotor alemão de dois lugares em configuração de impulsão, utilizado a partir de 1915.

## Projeto
Ele era essencialmente uma versão redesenhada do projeto C.I, com algumas melhorias e um motor mais potente.
Dois exemplares foram equipados com flutuadores para missões de patrulha costeira para a marinha alemã, com a designação de C.II-W.

## Usuários
- Império Alemão

## Especificação
Estas são as características do AGO C.II
- Características gerais:
  - Tripulação: dois
  - Comprimento: 9,84 m
  - Envergadura: 14,5 m
  - Altura: 3,5 m
  - Área da asa: 40 m²
  - Peso vazio: 1.360 kg
  - Peso máximo na decolagem: 1.946 kg
  - Motor: 1 x Mercedes D.IV, um 8 cilindros em linha, refrigerado à água, de 217 hp.

- Performance:
  - Velocidade máxima: 145 km/h
  - Alcance: 580 km
  - Teto de Serviço: 4.500 m[2]

- Armamento:
  - Armas:
    - 1 x metralhadora Parabellum MG 14 de 7,92 mm